# Villers-sur-Authie
Villers-sur-Authie är en kommun i departementet Somme i regionen Hauts-de-France i norra Frankrike. Kommunen ligger i kantonen Rue som tillhör arrondissementet Abbeville. År 2022 hade Villers-sur-Authie 460 invånare.

## Befolkningsutveckling
Antalet invånare i kommunen Villers-sur-Authie
| Referens: INSEE |